# Jüdischer Friedhof (Weimar)

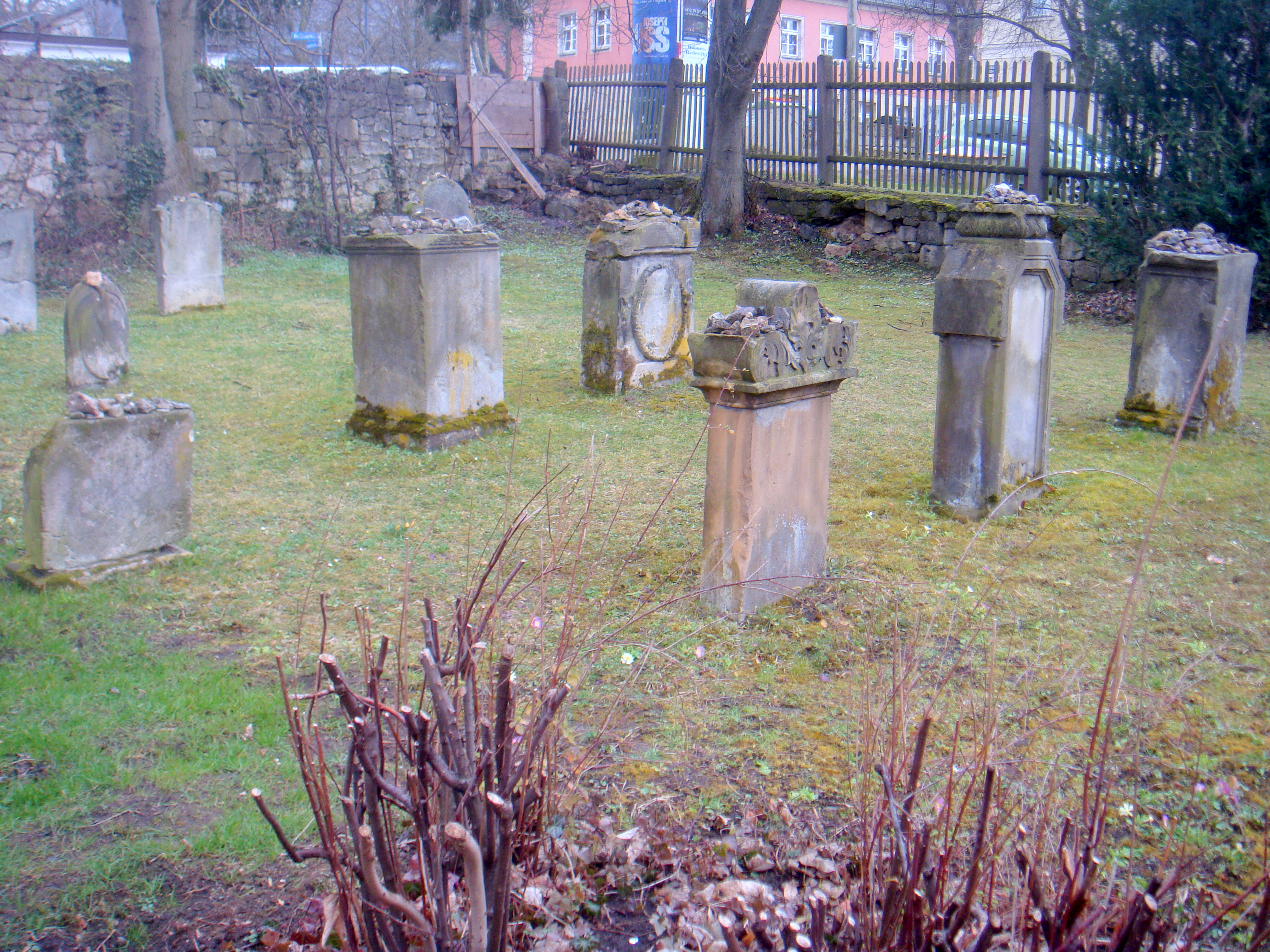
Jüdischer Friedhof Weimar Gesamtansicht

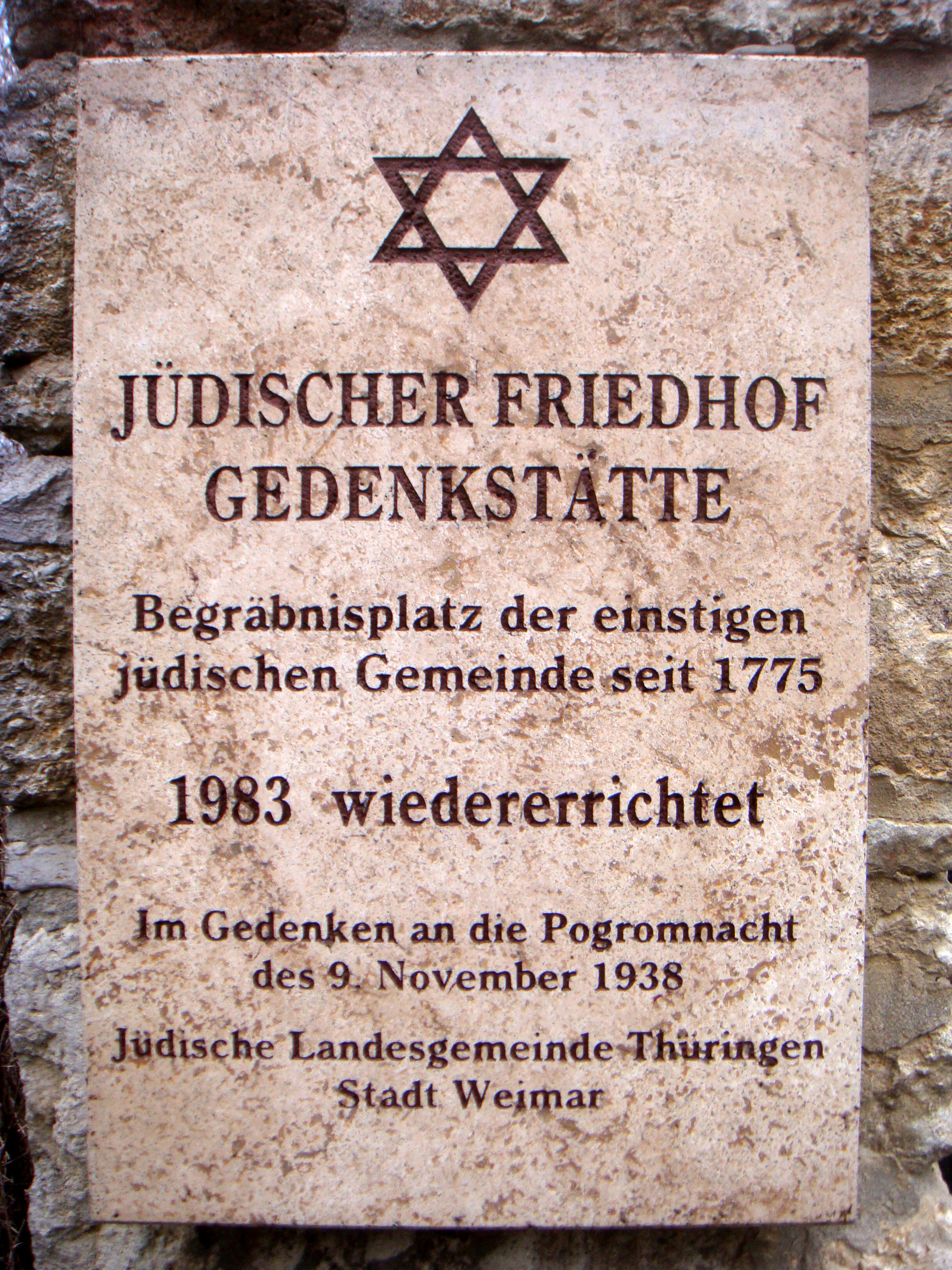
Informationstafel an der Außenmauer bzw. dem Eingang

Der Jüdische Friedhof in Weimar wurde 1774 angelegt und liegt im Bereich Rothäuser Berg. Er befindet sich an der Ecke Leibnizallee/Musäusstraße (Flur 38/Flurstück 244). Der Friedhof war früher deutlich größer und hatte  ursprünglich die Größe von 9,26 Ar, von der nur eine  Fläche von 2,35 Ar geblieben ist.

## Geschichte
Unter der vormundschaftlichen Regierungszeit von Anna Amalia siedelten sich die ersten jüdischen Familien in Weimar an. Anlass war wohl ein Angebot an den Kaufmann und Tuchhändler Jacob Elkan, der mit seiner Familie nach Weimar geholt und zum privilegierten Hofjuden ernannt wurde.
1774 regte Elkan die Einrichtung eines jüdischen Friedhofs in Weimar an, da Juden zum einen nicht auf christlichen Kirchhöfen bestattet werden durften und zum anderen die Gräber gläubiger Juden bis zur Ankunft des Messias und der damit verbundenen Wiederauferstehung nicht eingeebnet werden dürfen. Die Herzogin Anna Amalia gab Elkans Bitte um ein Stück Land als Begräbnisstätte statt. In Verbindung mit einem Nachbargrundstück, das die Familie Ulmann 1776 erwarb, wurden Mitglieder der Familien Elkan, Löser, Callmann, Moritz, Ulmann und Lichtenstein hier beigesetzt. Von 1775 bis 1892 fanden hier Bestattungen statt.
Die jüdische Gemeinde Weimars wuchs jedoch nicht, und die letzten Familienmitglieder wanderten schon zu Beginn des 20. Jahrhunderts aus. In der Folge verfiel der Friedhof, die Umfassungsmauer wurde teilweise eingerissen, es wurden Grabsteine umgeworfen und mit Erde überschüttet. Der Friedhof wurde zweckentfremdet genutzt. Im Jahre 1952 wurden zehn noch aufgefundene Grabsteine mit teils verwitterten und beschädigten hebräischen Schriftzeichen wieder aufgestellt und ab 1982 in die jetzt bestehende Ordnung gebracht. Vor einigen Jahren wurde die kleine Anlage als Kulturdenkmal ausgewiesen. Eine Gedenktafel wurde am Eingang angebracht. Im Jahre 1983 wurde ein Shoa-Gedenkstein auf dem Jüdischen Friedhof Weimar errichtet. Der Friedhof wurde am 20. November 1983 erneut eingeweiht.